# Noah Okafor
Noah Arinzechukwu Okafor (Binningen, 24 de maio de 2000) é um futebolista suíço que atua como atacante ou ponta. Atualmente, joga pelo Milan e pela Seleção Suíça. É conhecido pela sua velocidade, capacidade de drible e versatilidade no ataque.

## Carreira no clube

### FC Basel
Okafor iniciou a sua formação no clube local FC Arisdorf antes de se juntar à academia de jovens do FC Basel em 2009, onde progrediu por todos os escalões de formação. Em 31 de janeiro de 2018, assinou o seu primeiro contrato profissional com o clube.
A sua estreia pela equipa principal ocorreu em 19 de maio de 2018, num jogo em casa contra o FC Luzern. O treinador Raphaël Wicky substituiu-o aos 34 minutos no lugar do lesionado Mohamed Elyounoussi. O jogo terminou empatado em 2-2. Marcou o seu primeiro golo na Superliga Suíça em 28 de julho de 2018, na segunda jornada da temporada 2018–19, num empate por 1-1 contra o Neuchâtel Xamax FCS.
Sob o comando do treinador Marcel Koller, Okafor foi parte da equipa do Basel que venceu a Copa da Suíça na temporada 2018–19. Disputou quatro jogos na competição e marcou um golo decisivo nas meias-finais contra o FC Zürich. Na final, realizada a 19 de maio de 2019, o Basel venceu o FC Thun por 2–1.

### Red Bull Salzburg
Em 31 de janeiro de 2020, Okafor transferiu-se para o FC Red Bull Salzburg. Durante a sua passagem pelo clube austríaco, consolidou-se como um jogador fundamental, conquistando quatro títulos consecutivos da Bundesliga Austríaca e três Copas da Áustria.
Em 8 de dezembro de 2021, Okafor marcou o único golo na vitória por 1-0 sobre o Sevilla FC no último jogo da fase de grupos da Liga dos Campeões da UEFA de 2021–22. Este resultado foi histórico, pois garantiu a passagem do Salzburg para as oitavas de final, tornando-se o primeiro clube austríaco a alcançar a fase a eliminar da Liga dos Campeões.

### AC Milan
Em 22 de julho de 2023, Okafor foi oficialmente anunciado como reforço do Milan. O clube italiano informou que o avançado assinou um contrato válido por cinco temporadas, até 30 de junho de 2028, e que usaria a camisola número 17. A transferência foi avaliada em cerca de 14 milhões de euros.
Marcou o seu primeiro golo pelo Milan em 27 de setembro de 2023, numa vitória por 3-1 sobre o Cagliari Calcio. Na sua primeira temporada, foi frequentemente utilizado como uma opção vinda do banco, contribuindo com golos importantes e demonstrando a sua versatilidade em diferentes posições de ataque.

## Carreira internacional
Okafor representou a Suíça em vários escalões de formação, incluindo Sub-15, Sub-17, Sub-18 e Sub-21. A sua estreia pela seleção principal ocorreu em 9 de junho de 2019, na disputa pelo terceiro lugar da Liga das Nações da UEFA de 2018–19, contra a Inglaterra. Entrou aos 113 minutos, substituindo Haris Seferović.
Marcou o seu primeiro golo internacional em 15 de novembro de 2021, no jogo decisivo das Eliminatórias da Copa do Mundo FIFA de 2022 contra a Bulgária. O seu golo abriu o marcador na vitória por 4-0, que garantiu a qualificação direta da Suíça para a Copa do Mundo FIFA de 2022.
Foi convocado para a Copa do Mundo de 2022 no Catar, onde participou em duas partidas, entrando como suplente contra Camarões e Brasil na fase de grupos.

## Estilo de jogo
Okafor é um atacante moderno e versátil, capaz de jogar como avançado centro, segundo avançado ou em qualquer uma das pontas. A sua principal característica é a velocidade explosiva, tanto em curtas como em longas distâncias, o que o torna uma ameaça constante em contra-ataques e no ataque à profundidade. Possui uma excelente capacidade de drible e controlo de bola, utilizando a sua agilidade para superar os adversários em situações de um contra um. Além das suas qualidades ofensivas, é também elogiado pela sua contribuição defensiva, pressionando os defesas adversários e ajudando na recuperação da posse de bola.

## Vida pessoal
Nascido em Binningen, na Suíça, Okafor tem ascendência nigeriana através do seu pai, sendo de etnia Ibo. A sua mãe é suíça. O futebol está no sangue da família; os seus irmãos mais novos, Elijah e Isaiah, também são futebolistas profissionais.

## Estatísticas da carreira
| Clube                | Temporada         | Liga              | Liga  | Liga  | Copa Nacional | Copa Nacional | Competições Continentais | Competições Continentais | Total | Total |
| Clube                | Temporada         | Divisão           | Jogos | Golos | Jogos         | Golos         | Jogos                    | Golos                    | Jogos | Golos |
| -------------------- | ----------------- | ----------------- | ----- | ----- | ------------- | ------------- | ------------------------ | ------------------------ | ----- | ----- |
| FC Basel             | 2017–18           | Superliga         | 1     | 0     | 0             | 0             | 0                        | 0                        | 1     | 0     |
| FC Basel             | 2018–19           | Superliga         | 19    | 3     | 4             | 1             | 1                        | 0                        | 24    | 4     |
| FC Basel             | 2019–20           | Superliga         | 14    | 0     | 2             | 1             | 7                        | 2                        | 23    | 3     |
| FC Basel             | Total             | Total             | 34    | 3     | 6             | 2             | 8                        | 2                        | 48    | 7     |
| FC Red Bull Salzburg | 2019–20           | Bundesliga        | 11    | 3     | 3             | 1             | 1                        | 0                        | 15    | 4     |
| FC Red Bull Salzburg | 2020–21           | Bundesliga        | 18    | 6     | 4             | 0             | 7                        | 0                        | 29    | 6     |
| FC Red Bull Salzburg | 2021–22           | Bundesliga        | 21    | 9     | 5             | 2             | 8                        | 3                        | 34    | 14    |
| FC Red Bull Salzburg | 2022–23           | Bundesliga        | 21    | 7     | 3             | 0             | 8                        | 3                        | 32    | 10    |
| FC Red Bull Salzburg | Total             | Total             | 71    | 25    | 15            | 3             | 24                       | 6                        | 110   | 34    |
| AC Milan             | 2023–24           | Serie A           | 28    | 6     | 0             | 0             | 8                        | 0                        | 36    | 6     |
| AC Milan             | Total             | Total             | 28    | 6     | 0             | 0             | 8                        | 0                        | 36    | 6     |
| Total na carreira    | Total na carreira | Total na carreira | 133   | 34    | 21            | 5             | 40                       | 8                        | 194   | 47    |

## Títulos
FC Basel
- Copa da Suíça: 2018–19

Red Bull Salzburg
- Bundesliga Austríaca: 2019–20, 2020–21, 2021–22, 2022–23
- Copa da Áustria: 2019–20, 2020–21, 2021–22